# جيمس ديلاني
جيمس ديلاني (بالإنجليزية: James Delaney)‏ هو لاعب كرة مضرب أمريكي، ولد في 12 مارس 1953 في نيوتن في الولايات المتحدة.

## وصلات خارجية
- جيمس ديلاني على موقع رابطة محترفي التنس (الإنجليزية)
- جيمس ديلاني على موقع الاتحاد الدولي لكرة المضرب (الإنجليزية)
- جيمس ديلاني على موقع خلاصة التنس.كوم (الإنجليزية)